# Tamalestadion
Het Tamalestadion is een stadion in de Ghanese stad Tamale. Het stadion kan voor verschillende doeleinden worden gebruikt, maar het stadion wordt het vaakst gebruikt voor voetbalwedstrijden. De voetbalclub Real Tamale United speelt er zijn thuiswedstrijden. Er kunnen ruim 20.000 toeschouwers in.

## Afrikaans kampioenschap voetbal 2008
In 2008 werden in dit stadion voetbalwedstrijden voor de Afrika Cup van dat jaar gespeeld. Bijna alle wedstrijden in poule D werden in dit stadion gespeeld. Er werd ook 1 wedstrijd in de knock-outfase gespeeld, een wedstrijd in de kwartfinale tussen Ivoorkust en Guinee.
| № | Datum           | Wedstrijd             | Uitslag | Afrika Cup 2008 | Toeschouwers |
| - | --------------- | --------------------- | ------- | --------------- | ------------ |
| 1 | 23 januari 2008 | Tunesië – Senegal     | 2 – 2   | Groepsfase      | 12.000       |
| 2 | 23 januari 2008 | Zuid-Afrika – Angola  | 1 – 1   | Groepsfase      | 15.000       |
| 3 | 27 januari 2008 | Senegal – Angola      | 1 – 3   | Groepsfase      | 10.000       |
| 4 | 27 januari 2008 | Tunesië – Zuid-Afrika | 3 – 1   | Groepsfase      | 15.000       |
| 5 | 30 januari 2008 | Kameroen – Soedan     | 3 – 0   | Groepsfase      | 10.000       |
| 6 | 31 januari 2008 | Tunesië – Angola      | 0 – 0   | Groepsfase      | 10.000       |
| 7 | 3 februari 2008 | Ivoorkust – Guinee    | 5 – 0   | Kwartfinale     | 14.000       |

## Afbeeldingen

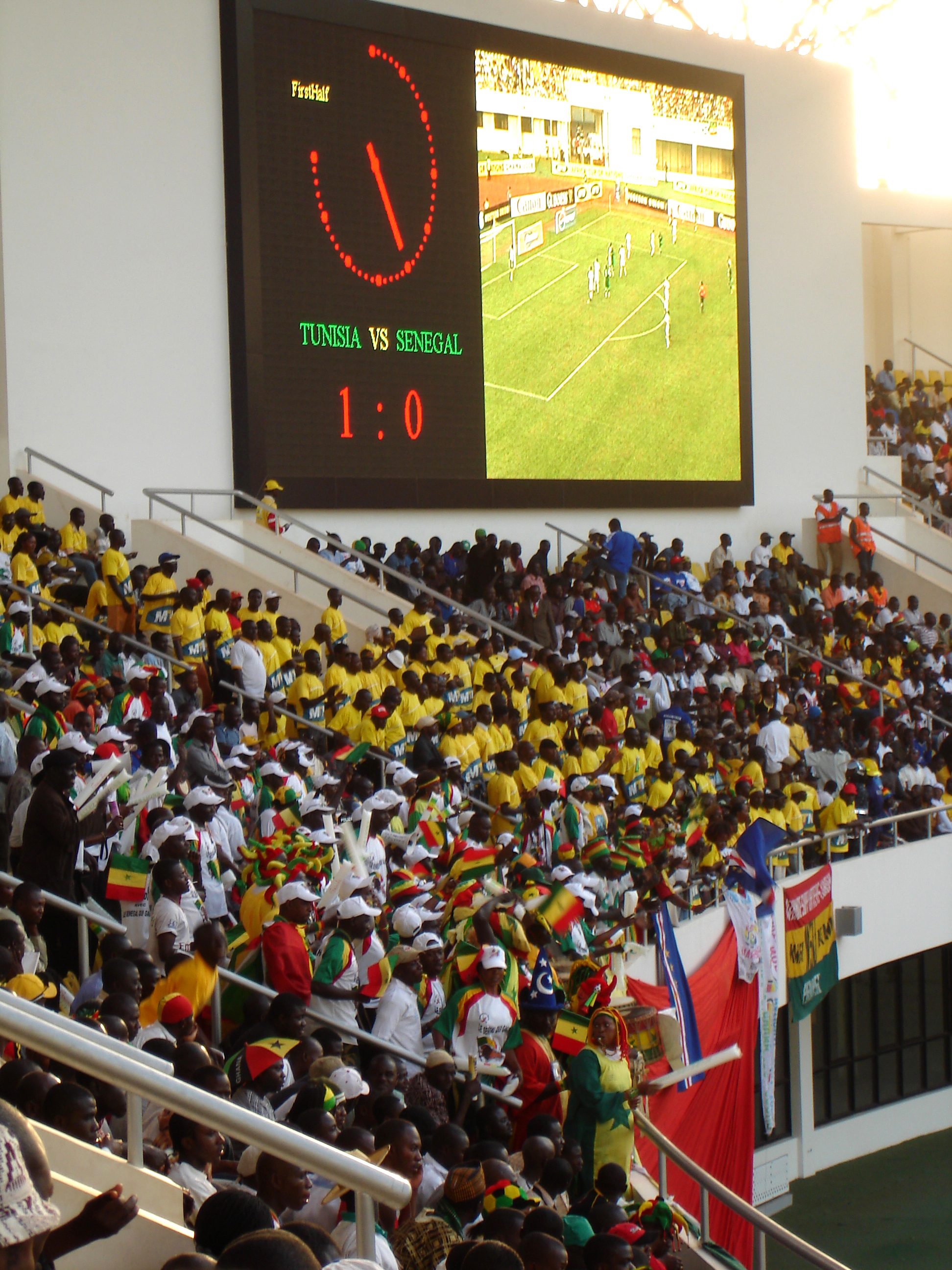
Fans van Senegal kijken naar de wedstrijd in de Afrika Cup in de wedstrijd tegen Tunesië.
Het stadion van de buitenkant (2008).
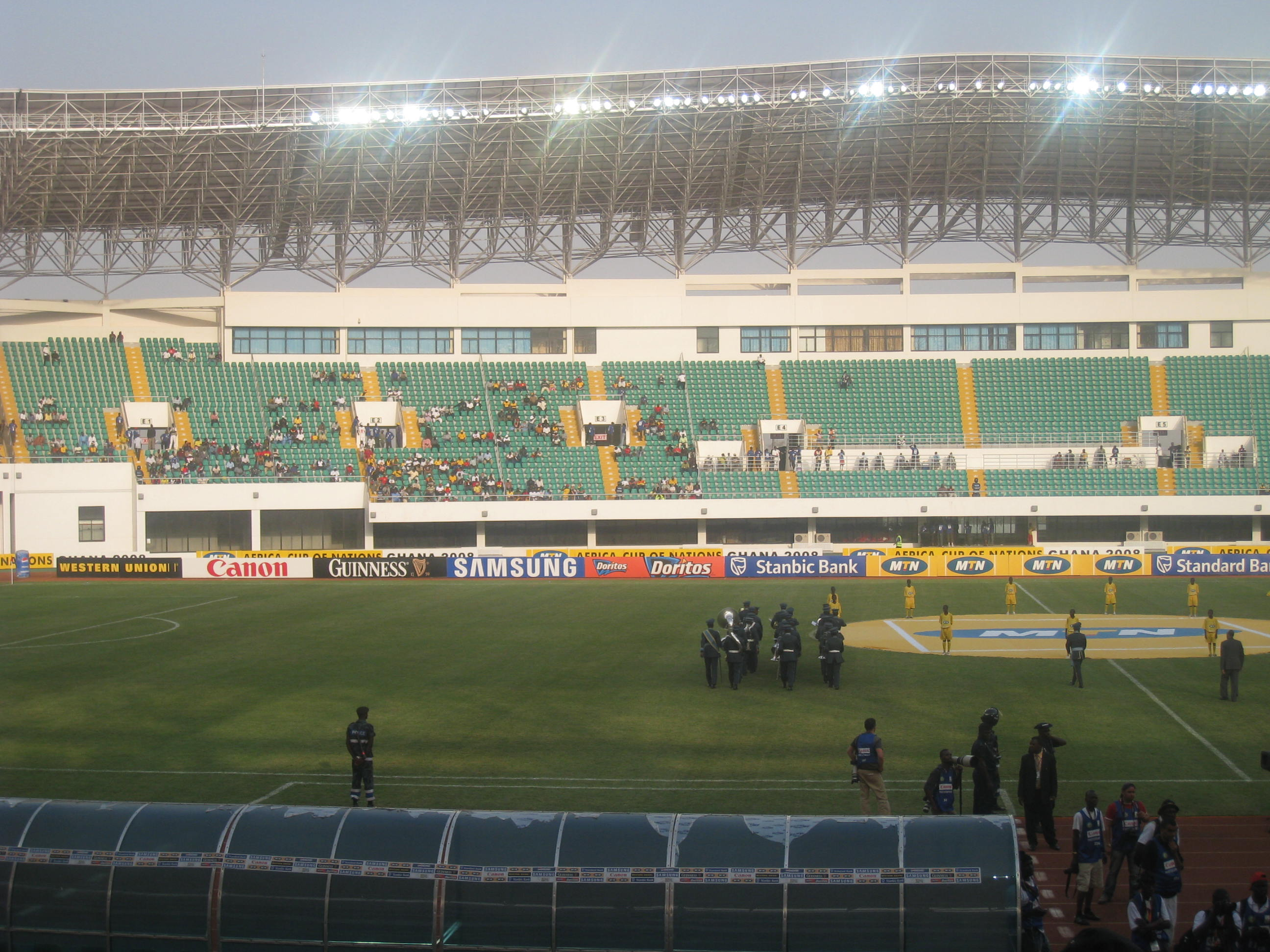
Het stadion van de binnenkant.